# Robert Wangila
Robert Napunyi Wangila (Nairobi, 3 settembre 1966 – Las Vegas, 24 luglio 1994) è stato un pugile keniota.
Vinse l'oro nei pesi welter ai giochi olimpici di Seul del 1988. Morì nel 1994 dopo un combattimento tenutosi a Las Vegas contro lo statunitense David Gonzales.

## Palmarès

### Olimpiadi
- 1 medaglia:
  - 1 oro (Seul 1988 nei pesi welter)

### Giochi panafricani
- 1 medaglia:
  - 1 oro (Nairobi 1987 nei pesi piuma)